# Cacilhas
Cacilhas – dawna parafia (freguesia) Almady i jednocześnie miejscowość w Portugalii. W 2011 zamieszkiwało ją 6 017 mieszkańców, na obszarze 0,97 km². W 2013 stała się częścią nowo utworzonej parafii Almada, Cova da Piedade, Pragal e Cacilhas.